# Platynus parmaginatus
Platynus parmaginatus är en skalbaggsart som beskrevs av Hamilton. Platynus parmaginatus ingår i släktet Platynus och familjen jordlöpare. Inga underarter finns listade i Catalogue of Life.